# Escurçana americana
L'escurçana americana és una espècie de peix de la família dels dasiàtids i de l'ordre dels raïformes.

## Morfologia
- Els mascles poden assolir 200 cm de longitud total i 135,6 kg de pes.[2][3][4]

## Reproducció
És ovovivípar i té 3-4 cries en cada ventrada.

## Alimentació
Menja principalment bivalves i cucs, i, en segon terme, gambes, crancs i peixets.

## Depredadors
És depredat per Epinephelus itajara.

## Hàbitat
És un peix marí, de clima subtropical (36°N-4°S, 100°W-37°W) i associat als esculls de corall que viu entre 0-53 m de fondària.

## Distribució geogràfica
Es troba a l'oceà Atlàntic occidental: des de Nova Jersey i el nord del golf de Mèxic fins al sud del Brasil, incloent-hi les Antilles.

## Observacions
Pot causar ferides doloroses als humans.